# 切尼加 (阿拉斯加州)
切尼加（英語：Chenega）是位於美國阿拉斯加州瓦爾迪茲-科爾多瓦人口普查區的一個人口普查指定地區。根據2010年美國人口普查，該地共人口76人，而該地的面積約為75.50平方千米。

## 地理
切尼加的座標為60°03′59″N 148°00′40″W / 60.06639°N 148.01111°W，而該地的平均海拔高度為331米（即1086英尺）。